# En el último trago
En el último trago es una película de carretera de comedia dramática mexicana de 2014 dirigida por Jack Zagha Kababie. Fue uno de los catorce largometrajes preseleccionados por México para representar al país en la categoría a la Mejor película de habla no inglesa en los 89.ª edición de los Premios Óscar, pero finalmente no fue escogida.

## Sinopsis
Cuatro octogenarios, Emiliano, Benito, Agustín y Pedro, son compañeros de partidas de dominó en una cantina de Ciudad de México. Uno de ellos, Pedro les dice que está a punto de morir y les pide como último deseo que lleven a Dolores Hidalgo (Guanajuato) una servilleta firmada por José Alfredo Jiménez. Durante el trayecto tendrán que salvar los arrecifes de la ancianidad y la incomprensión de sus familias, pero también vivirán situaciones pintorescas y entablarán relación con una serie de personajes que cambiarán sustancialmente su concepción del lugar que ocupan en el mundo: hay vida después de los 80. Supuso la última actuación de la actriz Columba Domínguez.

## Reparto
- Luis Bayardo como Agustín
- Eduardo Manzano como Benito
- José Carlos Ruiz como Emiliano
- Pedro Weber "Chatanuga" como Pedro